# Rockada
Rockada este o compilație de muzică rock românească lansată de casa de discuri Cat Music în anul 2001. Discul a fost distribuit împreună cu un număr al revistei FAN Hits & Posters.

## Piese
1. Direcția 5 – Unde ești (Marian Ionescu, Dragoș Bădoi / Cristi Enache)
2. Iris – Să nu crezi nimic (Phil Lynott / Cristian Minculescu, Mihai Godoroja)
3. Vama Veche – Nu ne mai trageți pe dreapta (Vama Veche / Vama Veche)
4. Desperado – Nu sunt de vină (Desperado / Desperado)
5. Nitro – Nu discut (Nitro / Nitro)
6. Bosquito – Second Hand (Radu Almășan / Radu Almășan)
7. Antract – Inima mea (Antract / Antract)
8. Supermarket – Cea mai frumoasă (Supermarket / Supermarket)
9. ZOB – Prietena mea (ZOB / ZOB)
10. Holograf – Vine o zi... (Holograf / Holograf)
11. Proconsul – Cerul (Proconsul / Proconsul)
12. Replik – Îmi fac de cap (Replik / Replik)
13. Rafael – Am crezut în ochii tăi (Eugen Mihăescu / Eugen Mihăescu)
14. Taxi – Oamenii politici (Dan Teodorescu / Dan Teodorescu)
15. Cargo – Bagă-ți mințile-n cap (Cargo / Cargo)
16. Voltaj – Iarna (Voltaj / Voltaj)
17. Spitalul de Urgență – Șuțu (Dan Helciug / Dan Helciug)
18. Vank – Nimeni ca mine (Vank / Vank)
19. Vița de Vie – Iamma (Adrian Despot / Sorin Dănescu, Sorin Pupe Tănase)
20. Phoenix – În umbra marelui urs (Nicu Covaci / Nicu Covaci)